# Andie Valentino
Andie Valentino (Newport Beach, California; 1 de febrero de 1988) es una actriz pornográfica y modelo de glamour estadounidense retirada.

## Carrera
Andie entró en la industria pornográfica en otoño de 2006 a los 18 años de edad. Durante su corta carrera realizó alrededor de 80 películas porno, principalmente de escenas lésbicas y en solitario. Valentino fue la Pet of the Month de mayo de 2007 de la revista Penthouse, y la Treat of the Month de enero de 2008.

## Premios y nominaciones
| Año  | Premio      | Resultado | Categoría                              | Película               |
| ---- | ----------- | --------- | -------------------------------------- | ---------------------- |
| 2008 | Premios AVN | Nominada  | Mejor escena de sexo de chicas – Video | Fem Staccato           |
| 2009 | Premios AVN | Nominada  | Mejor escena de sexo en trío de chicas | Jana Cova: Video Nasty |
| 2009 | Premios AVN | Nominada  | Mejor escena de sexo en solitario      | Hot Showers 16         |